# 长梗雀儿豆
长梗雀儿豆（学名：Chesneya crassipes）为豆科雀儿豆属下的一个种。

## 扩展阅读
- 維基物種上的相關：长梗雀儿豆